# آلوای
آلوای (به لاتین: Alvai) یک منطقهٔ مسکونی در سری‌لانکا است که در ناحیه جفنا واقع شده‌است.